# ASPTT Maroc
Vous pouvez aider à l'améliorer ou bien discuter des problèmes sur sa page de discussion.
- Il n'est pas vérifiable et peut contenir des informations totalement erronées. Il est fortement conseillé aux contributeurs d'étayer son contenu par des sources fiables. Sans cela, sa suppression pourrait être envisagée. (si vous venez d'apposer le bandeau, veuillez cliquer sur ce lien pour créer la discussion et en afficher les indications). (Marqué depuis août 2025)
- Il peut contenir un travail inédit ou des déclarations non vérifiées. Vous pouvez l’améliorer en ajoutant des références. (Marqué depuis août 2025)

- Archive Wikiwix
- Bing
- Cairn
- DuckDuckGo
- E. Universalis
- Gallica
- Google
- G. Books
- G. News
- G. Scholar
- Persée
- Qwant
- (zh) Baidu
- (ru) Yandex
- (wd) trouver des œuvres sur Wikidata

Vous pouvez aider à l'améliorer ou bien discuter des problèmes sur sa page de discussion.
- Son admissibilité est à vérifier. Motif : manque de sources, de références, TI. Et ce alors qu'un bandeau demande des sources depuis la création de l'article. Quelques listes invérifiables. Vous êtes invité à le compléter pour expliciter son admissibilité, en y apportant des sources secondaires de qualité. (Marqué depuis août 2025)
- Il ne cite pas suffisamment ses sources. Vous pouvez indiquer les passages à sourcer avec {{référence nécessaire}} ou {{Référence souhaitée}}, et inclure les références utiles en les liant aux notes de bas de page. (Marqué depuis août 2025)
- Il ne s’appuie pas, ou pas assez, sur des sources secondaires ou tertiaires. (Marqué depuis janvier 2022)
- Son texte doit être wikifié : il ne correspond pas à la mise en forme Wikipédia (style, typographie, liens internes, liens entre les wikis, etc.). (Marqué depuis août 2025)

- Archive Wikiwix
- Bing
- Cairn
- DuckDuckGo
- E. Universalis
- Gallica
- Google
- G. Books
- G. News
- G. Scholar
- Persée
- Qwant
- (zh) Baidu
- (ru) Yandex
- (wd) trouver des œuvres sur Wikidata

L'Association sportive des postes, télégraphes et téléphones (abrégé ASPTT), regroupe les associations sportives omnisports marocaines des fonctionnaires des P.T.T., fondées en 1892 par feu sa majesté le sultan Hassan ben Mohammed.

## Histoire

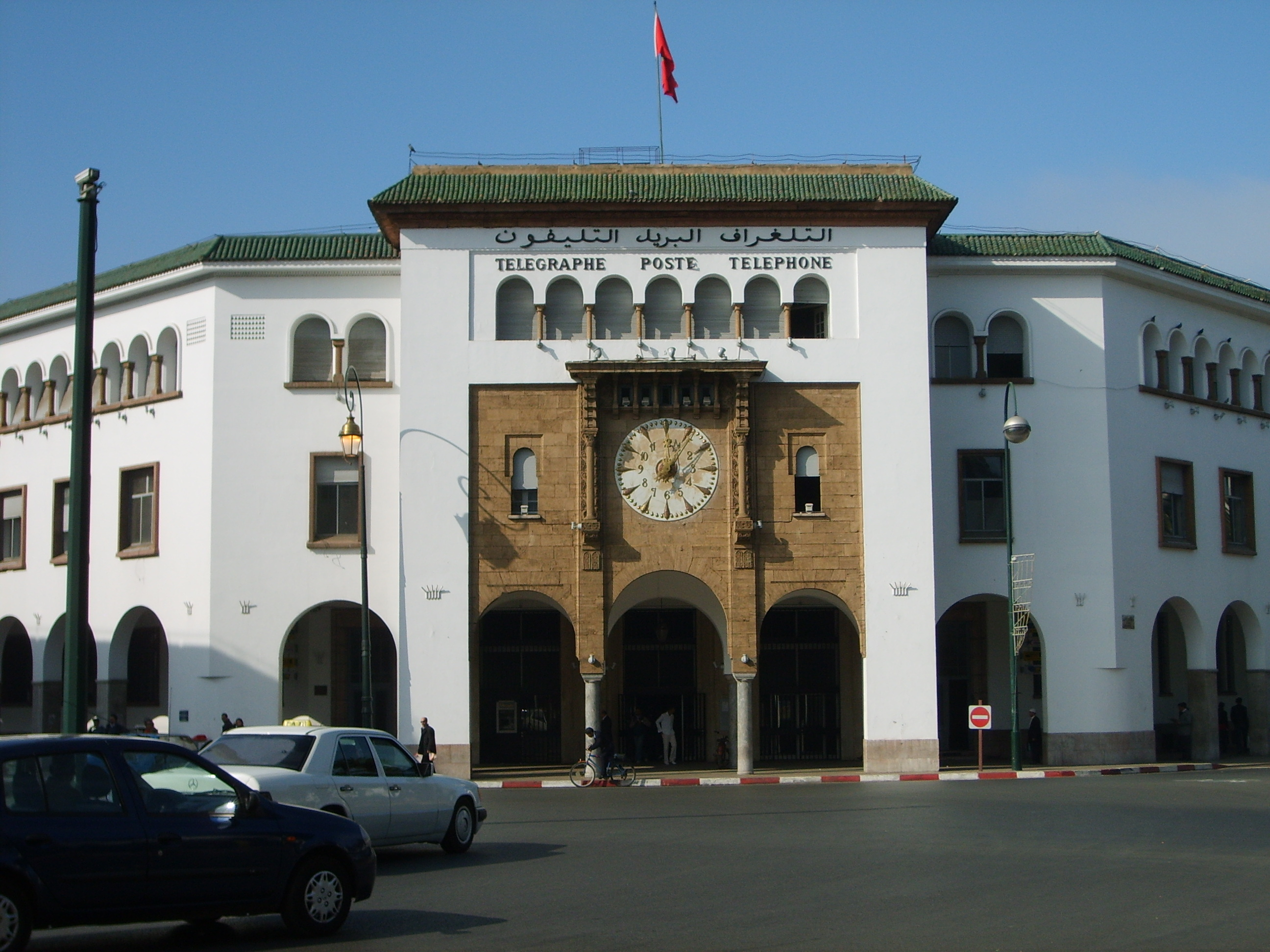
Bureau du télégraphe, poste et téléphone à Rabat (PTT)

C’est à Tanger, au milieu du 19e siècle, que des bureaux de poste étrangers ont fait leur apparition au Maroc. Ils permettaient aux pays d’assurer une présence dans le Royaume en vue de gérer les transactions commerciales par le biais de leurs établissements postaux, véritables clés de voûte du développement économique, social et culturel. Ces établissements postaux étrangers ont par la suite été développés dans l’ensemble des villes du Nord du Maroc :
- Bureaux français en 1854 ;
- Bureaux espagnols en 1865 ;
- Bureaux anglais en 1872 ;
- Bureaux allemands en 1899.

## Palmarès

### Football
ASPTT Casablanca
- Coupe du Trône (1)
  - Vainqueur : 1932
  - Finaliste : 1936, 1937

- Supercoupe du Maroc (1)
  - Vainqueur : 1933
  - Finaliste : 1932, 1947

- Botola Pro1
  - Vice-champion : 1932, 1933, 1947

- Botola Pro2
  - Vice-champion : 1952

ASPTT Rabat
- Coupe du Trône
  - Finaliste : 1927

### Basketball
ASPTT Casablanca
- Botola Pro (2)
  - Champion : 1950, 1951

- Coupe du Trône (1)
  - Vainqueur : 1953

- Ligue des champions de l'ULNA (1)
  - Vainqueur : 1951

### Volleyball
ASPTT Casablanca
- Botola d'Ex (1)
  - Champion : 1944

## Liste des clubs fédérés sous le nom d'ASPTT
Au Maroc, de nombreux clubs sont fédérés par leur histoire commune sous le nom de ASPTT, dont :
- ASPTT Casablanca
- ASPTT Mohammédia
- ASPTT Marrakech
- ASPTT Meknès
- ASPTT Oujda
- ASPTT Rabat
- ASPTT Fès